# Clavicorona
Clavicorona is een geslacht van schimmels behorend tot de familie Clavariaceae. De typesoort is Clavicorona taxophila

## Soorten
Volgens Index Fungorum telt het geslacht zeven soorten (peildatum maart 2023):
| Soortnaam                                | Auteur(s)         | Publicatiejaar |
| ---------------------------------------- | ----------------- | -------------- |
| Clavicorona amazonensis                  | Corner            | 1970           |
| Clavicorona brunnea                      | Corner            | 1970           |
| Clavicorona geoglossoides                | Corner            | 1970           |
| Clavicorona gracilis                     | (Corner) Corner   | 1970           |
| Clavicorona mairei                       | (Battetta) Corner | 1950           |
| Clavicorona subechinulata                | Gardezi           | 2005           |
| Clavicorona taxophila (Wit kroonknotsje) | (Thom) Doty       | 1947           |